# Ens miren
Ens miren (titulada també They Watch o Children of the mist), telefilm dramàtic i de misteri estatunidenc de 1993 dirigit per John Korty, basat en una història curta de Rudyard Kipling. Ha estat doblada al català.

## Argument
Mark mai va sostenir un contacte real amb la seva família, sempre va dedicar tot el seu temps al seu treball fins que la sorprenent mort de la seva filla gran en un accident automobilístic, just després del recital de ballet al que tant li havia insistit que assistís el fa recapacitar. Sent tant remordiment que busca qualsevol manera per poder contactar-la i disculpar-se per mai haver estat amb ella quan encara vivia, llavors decideix buscar l'ajuda d'una mèdium invident i comença a tenir visions de l'esperit de la seva filla en forma d'òliba.

## Repartiment
| Actor                | Personatge       |
| -------------------- | ---------------- |
| Patrick Bergin       | Mark Samuels     |
| Vanessa Redgrave     | Florence Latimer |
| Valerie Mahaffey     | Chris Samuels    |
| Nancy Moore Atchison | Nikki Samuels    |
| Rutanya Alda         | Sue Madehurst    |
| Brandlyn Whitaker    | Kaitlin Samuels  |
| Ken Strong           | Len Ott          |
| Benji Wilhoite       | Arthur Madehurst |
| Christina Keefe      | Shannon Nash     |
| Genevieve Baens      | Jill             |

## Nominacions
- Premi Young Artists 1994

-Millor actriu juvenil d'una minisèrie o especial de televisió per a Nancy Moore Atchison.
-Miniserie o especial de televisió familiar destacat.